# Залежні території
У списку представлені залежні та самоврядні території і країни, що мають відмінний політико-правовий статус від такого, що діє в метрополії й не інтегровані остаточно до такої системи.
1. Австралія
Зовнішні території Австралійського Союзу:
 Австралійська антарктична територія
 Острови Ашмор і Картьє
 Острів Херд і острови Макдональд
 Кокосові острови
 Острови Коралового моря
 Острів Норфолк
 Острів Різдва
2. Велика Британія
Британські військово-морські бази:
 Акротирі і Декелія
Заморські території:
 Ангілья
 Бермудські Острови
 Британська антарктична територія
 Британські Віргінські Острови
 Британська Територія в Індійському Океані
 Гібралтар
 Кайманові Острови
 Монтсеррат
 Острови Святої Єлени, Вознесіння і Тристан-да-Кунья
 Південна Джорджія і Південні Сандвічеві Острови
 Піткерн
 Острови Теркс і Кайкос
 Фолклендські Острови
Коронні володіння:
 Гернсі, частина Нормандських островів
 Джерсі, частина Нормандських островів
 Острів Мен
3. Королівство Данія
 Гренландія
 Фарерські острови
4. Королівство Нідерландів

 Аруба
 Кюрасао
 Сінт-Мартен 🇧🇶 Бонайре
5. Нова Зеландія
 Острови Кука — самоврядна країна у вільній асоціації
 Ніуе — самоврядна країна у вільній асоціації
 Токелау — залежна територія
 Територія Росса — антарктична територія
6. Королівство Норвегія
 Острів Буве
 Земля Королеви Мод — антарктична територія
 Острів Петра I
 Свальбард і Ян-Маєн — архіпелаг Шпіцберген має спеціальний статус згідно з міжнародним Шпіцбергенським трактатом
7. США
Заморські володіння (не інкорпоровані території):
 Американське Самоа, Східне Самоа
 Американські Віргінські Острови
 Гуам
 Північні Маріанські Острови
 Пуерто-Рико
Зовнішні малі острови США без корінного населення:
острів Бейкер, атол Джонстон, острів Джарвіс, острів Гауленд, риф Кінгмен, атол Мідвей, острів Навасса, острів Вейк
8. Франція — Французька Республіка

Заморські спільноти:
 Волліс і Футуна
 Нова Каледонія
 Сен-Бартельмі
 Сен-Мартен
 Сен-П'єр і Мікелон
 Французька Полінезія
 Французька Гвіана
Заморські території:
 Кліппертон
 Французькі Південні і Антарктичні Території

| Земля | Це незавершена стаття з географії. Ви можете допомогти проєкту, виправивши або дописавши її. |